# Неда Бајсић
Неда Бајсић (Загреб, 15. март 1942 — Загреб, 23. јун 2012) била је хрватска позоришна, телевизијска и филмска глумица.

## Биографија
Неда Бајсић је рођена у Загребу, док детињство проводи у Сплиту, а младост у Дубровнику где је у време школовања наступала на Дубровачким летним играма. Доласком у Загреб, уписује студије глуме на Академији за казалишну и филмску умјетност. Од 1967. до 1969. године била је чланица Загребачког казалишта младих, а од 1969. године чланица ХНК у Загребу.
За главну улогу у представи „Грбавица” 1971. године прима награду „Седам секретара СКОЈ-а” за сценску уметност. Од запаженијих позоришних улога треба издвојити Иду у „На тараци”, Аницу у „Машкарате испод купља”, Веру у „Вожњи”, Гогу у „Догађај у граду Гоги” и госпођицу Бурстнер у „Процесу”.
У врхунцу каријере, прекида активно позоришно ангажовање због тешке болести. Упркос томе, наставља радити на радио драмама и синкронизирању анимираних филмова.
Умрла је 23. јуна 2012. године у Загребу.

## Филмографија
- „Бреза” као Јаничин глас (1967)
- „Интима” (1965)
- Маскарате испод купља (ТВ филм) (1970)
- Легенда о медведу, сихронизација као Танана (2003)